# Live from Brixton: Chapter Two
 (décembre 2017).
Si vous disposez d'ouvrages ou d'articles de référence ou si vous connaissez des sites web de qualité traitant du thème abordé ici, merci de compléter l'article en donnant les références utiles à sa vérifiabilité et en les liant à la section « Notes et références ».
Albums de Bullet for My Valentine
Scream Aim Fire: Live at London Alexandria
(2009)
Live From Brixton: Chapter Two est un enregistrement live du groupe de metalcore Gallois Bullet For My Valentine enregistré à la Brixton Academy les 9 et 10 décembre 2016.

## Titres
Premier CD
| 1. | V                                 | 1:29 |
| 2. | No Way Out                        | 4:03 |
| 3. | Skin                              | 4:08 |
| 4. | Your Betrayal                     | 5:42 |
| 5. | Scream Aim Fire                   | 5:31 |
| 6. | Venom                             | 4:24 |
| 7. | 4 Words (To Choke Upon)           | 4:10 |
| 8. | You Want a Battle? (Here's A War) | 4:20 |
| 9. | The Last Fight                    | 6:25 |

| 1. | Hearts Burst Into Fire | 6:21 |
| 2. | Alone                  | 6:05 |
| 3. | Worthless              | 3:25 |
| 4. | Hand of Blood          | 3:53 |
| 5. | Don't Need You         | 5:05 |
| 6. | Tears Don't Fall       | 7:10 |
| 7. | Waking the Demon       | 6:11 |

Deuxième CD
| 1. | Intro                                             | 2:34 |
| 2. | Her Voice Resides                                 | 5:14 |
| 3. | 4 Words (To Choke Upon)                           | 5:09 |
| 4. | Tears Don't Fall                                  | 6:38 |
| 5. | Suffocating Under Words of Sorrow (What Can I Do) | 4:36 |
| 6. | Hit The Floor                                     | 3:54 |
| 7. | All These Things I Hate (Revolve Around Me)       | 3:57 |
| 8. | Room 409                                          | 4:49 |
| 9. | The Poison                                        | 4:03 |

| 1. | 10 Years Today   | 4:16 |
| 2. | Cries In Vain    | 4:44 |
| 3. | Spit You Out     | 4:22 |
| 4. | The End          | 6:11 |
| 5. | V                | 1:26 |
| 6. | No Way Out       | 4:03 |
| 7. | Your Betrayal    | 5:53 |
| 8. | Waking the Demon | 4:40 |
| 9. | Don't Need You   | 5:45 |

## Crédits
- Matthew Tuck - chant, scream, guitare
- Micheal Paget - guitare, chœurs
- Jamie Mathias - basse, chœurs
- Jason Bowld - batterie